# Merelbeke-Melle
Merelbeke-Melle est une commune belge née le 1er janvier 2025 par la fusion volontaire des communes de Merelbeke et Melle dans la province de Flandre orientale. La commune fusionnée a une superficie de 52 km2 et compte environ 37 000 habitants.
C'est l'une des 14 communes qui ont été créées lors de la fusion de 2025. Après des discussions exploratoires avec Destelbergen et Oosterzele, les communes de Melle et Merelbeke ont poursuivi avec une décision de principe de fusion des deux communes le 14 septembre 2022. La fusion a finalement été approuvée par les conseils communaux le 18 décembre 2023, où ils ont adopté le nom de « Merelbeke-Melle »,,,.
La fusion a été effective le 1er janvier 2025 après les élections communales du 13 octobre 2024.

## Données lors de la fusion
|                                 | Melle                                    | Merelbeke                                                        | Merelbeke-Melle                          |
| ------------------------------- | ---------------------------------------- | ---------------------------------------------------------------- | ---------------------------------------- |
| Sections                        | Melle Gontrode                           | Merelbeke Bottelare Lemberge Melsen Munte (Belgique) Schelderode | L'ensemble des sections                  |
| Nombre d'habitants (01/01/2023) | 11 960                                   | 25 200                                                           | 37 160                                   |
| Superficie                      | 15,34 km2                                | 37 km2                                                           | 52,34 km2                                |
| Arrondissement                  | Gand                                     | Gand                                                             | Gand                                     |
| Zone de Police                  | 5418 Région Rhode & Escaut               | 5418 Région Rhode & Escaut                                       | 5418 Région Rhode & Escaut               |
| Zone de secours                 | Zone de secours Flandre-Orientale Centre | Zone de secours Flandre-Orientale Centre                         | Zone de secours Flandre-Orientale Centre |
| Conseil communal                | 21 membres                               | 27 membres                                                       | 33 membres                               |
| Coalition (sortante en 2024)    | CD&V, N-VA                               | CD&V, Open Vld, Vooruit                                          | —                                        |

Après la fusion, tous les noms de rues identiques ou à consonance similaire seront éliminés. Par exemple, 26 rues recevront un nouveau nom à partir du 1er janvier 2025 : 13 rues à Merelbeke et 13 rues à Melle.

## Géographie

### Sections de la commune
| # | Section     | Superf. (km2) | Habitants (2020) | Habitants par km2 | Code INS |
| - | ----------- | ------------- | ---------------- | ----------------- | -------- |
| 1 | Merelbeke   | 15,02         | 18.209           | 1.212             | 44043A   |
| 2 | Lemberge    | 4,30          | 1.041            | 242               | 44043A3  |
| 3 | Bottelare   | 3,01          | 1.884            | 626               | 44043B   |
| 4 | Munte       | 5,18          | 626              | 121               | 44043C   |
| 5 | Schelderode | 5,67          | 1.545            | 273               | 44043D   |
| 6 | Melsen      | 3,82          | 1.445            | 378               | 44043E   |
| 7 | Melle       | 12,49         | 10.825           | 867               | 44040A   |
| 8 | Gontrode    | 2,85          | 986              | 346               | 44040B   |

## Démographie

### Évolution démographique de la commune fusionnée
En tenant compte des anciennes communes entraînées dans la fusion de communes de 2025, on peut dresser l'évolution suivante :
- Source : DGS - Remarque: 1831 jusqu'à 1980=recensement; depuis 1990=nombre d'habitants chaque 1er janvier[6]